# ناوچه فرانسوی سیبل

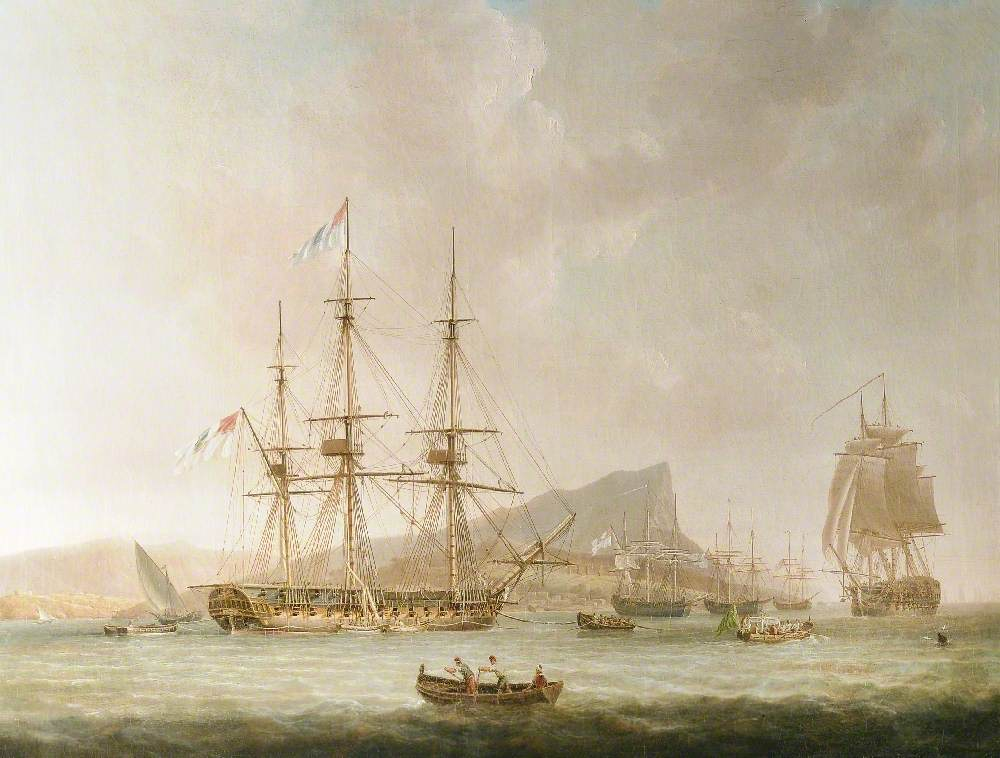
'نگاره‌ای از ناوچه سیبل

ناوچه فرانسوی سیبل (انگلیسی: French frigate Sibylle) ناوچه فرانسوی از فریگیت کلاس هبه دارای ۳۸ عراده توپ و متعلق به نیروی دریایی فرانسه بود که در سال ۱۷۹۱ و در اسکله تولون به آب انداخته و در نهایت، در سال ۱۷۹۲ تحت خدمت رسمی قرار گرفت. سیبل در سال ۱۷۹۴ توسط اچ‌ام‌اس رامنی که یک کشتی درجه-۴ نیروی دریایی پادشاهی بریتانیا و مجهز به ۵۰ عراده توپ بود تصرف شد. بریتانیایی‌ها بعدها این کشتی را تحت عنوان اچ‌ام‌اس سیبل به خدمت گرفتند تا اینکه در سال ۱۸۳۳ از خدمت منفصل شد.
در هنگام خدمت برای نیروی دریایی سلطنتی، سیبل در ۳ عملیات تک کشتی قابل‌توجه شرکت کرد که در هر ۳ مورد، توانست یک کشتی فرانسوی را تصرف نماید. سیبل در انجام وظایف ضد برده‌داری در غرب آفریقا از ۱۸۲۷ تا ۱۸۳۰، تعداد بسیاری از تاجران برده‌دار را بازداشت و حدود ۳۵۰۰ برده را آزاد کرد.
ماجرای تسخیر ناوچه سیبل به دوران جنگ‌های انقلاب فرانسه و به ویژه نبرد میکونوس بازمی‌گردد. در آن مقطع، یک ناوگروه نیروی دریایی پادشاهی بریتانیا تحت هدایت ویلیام پاژت و ناو سرفرماندهی وی اچ‌ام‌اس رامنی، کاروانی از کشتی‌های بازرگانان انگلیسی را در دریای اژه مشایعت می‌کردند که در ۱۷ ژوئن با سیبل برخورد می‌کنند. اچ‌ام‌اس رامنی ضمن نزدیک شدن به سیبل درخواست می‌کند که کشتی با برافراشتن پرچم سفید به مسیر خود ادامه دهد. سیبل پاسخ می‌دهد؛ پرچمی به جز پرچم جمهوری فرانسه افراشته نخواهد کرد. رامنی با گشودن آتش توپخانه اقدام به درگیری مسلحانه می‌نماید و پس از حدود نزدیک به ۲ ساعت مبادلات توپخانه‌ای، ناوچه سیبل سرانجام توسط رامنی تسخیر می‌شود.